# Zahradní slavnost
La festa (en txec: Zahradní slavnost, traduïble també per La festa a l'aire lliure o La festa al jardí) és una obra de teatre escrita el 1963 pel dramaturg txec Václav Havel.

## Argument
Oldřich i Božena Pludek, un matrimoni txec de classe mitjana, estan preocupats per l'avenir del seu fill Hugo i li arranjen una cita amb l'influent Sr. Kalabis en ocasió de la festa que ha organitzat l'Oficina de Liquidacions.
Hugo no logra trobar a Kalabris però es topa amb una sèrie de membres de l'Oficina de Liquidacions i esdevé, així, testimoni d'uns surrealistes i absurds diàlegs pregonats pel peculiar llenguatge dels burocràtics funcionaris, que està desproveït de tota lògica i sentit.
El caràcter flexible d'Hugo el permet adaptar-se sense complicacions al burocràtic llenguatge dels funcionaris, i de seguida aprèn a articular llargues frases que no tenen cap sentit. La seva aptitud és recompensada amb una plaça al recèn creat Comité de Liquidacions, sota el preu d'acabar perdent la seva identitat.
Quan Hugo retorna a casa, el jove ha canviat tant que ni els seus propis pares són capaços de reconèixer-lo.

## Contextualització
El comportament d'Hugo és una crítica a l'actitud conformista d'una gran part de la submisa i pragmàtica població txeca durant l'època comunista, la qual es va adaptar a les regles del règim per tal d'obtenir-ne un benefici material.
El protagonista de l'obra, preocupat pel seu avenir i per la seva carrera professional, acaba esdevenint una caricatura d'ell mateix.